# Jéroboam

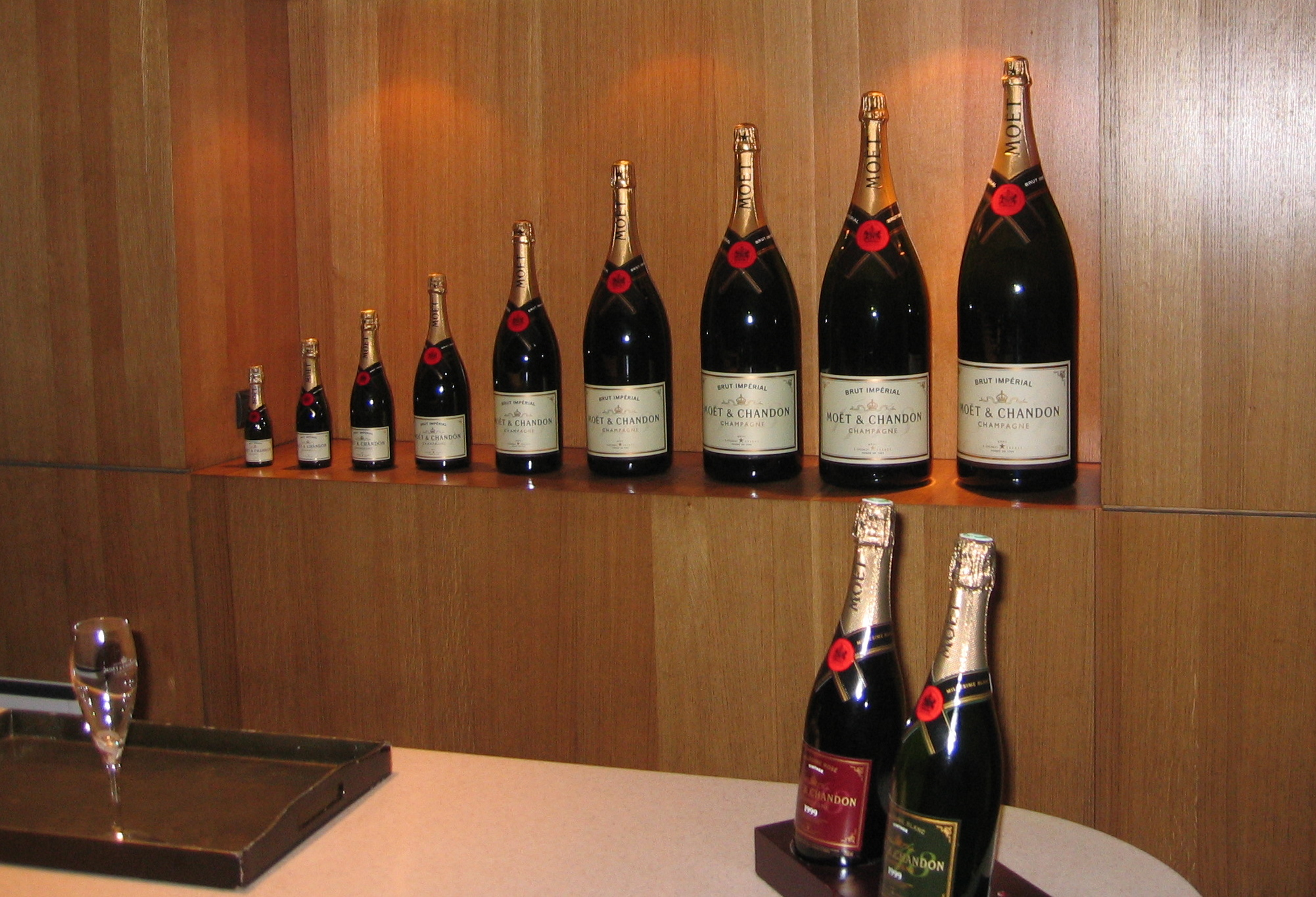
La quinta bottiglia da sinistra sul ripiano

Jéroboam è un tipo di bottiglia modello sciampagnotta, solitamente usata per champagne o altri vini spumanti della capacità di 3 litri, pari a 4 bottiglie da 0,75 litri. La Jeroboam per vino rosso (Jéroboam ancienne) ha capacità di 4,5 litri, pari a 6 bottiglie regolari, vi sono Jéroboam anche da 5 litri. 
Non è particolarmente diffusa ed il suo utilizzo è molto limitato, almeno in relazione al formato da 0,75 litri, anche se ci sono tracce del termine sin dal 1725. Il suo nome deriva da quello del re dell'antico testamento Geroboamo. È il tipo di bottiglia usato durante le celebrazioni sui podi delle gare di Formula 1 e del Motomondiale.